# Мякеля, Тапио
Тапио Мякеля (фин. Tapio Mäkelä; 12 октября 1926, Настола — 12 мая 2016, Йямся) — финский лыжник, олимпийский чемпион, чемпион мира.

## Карьера
На Олимпийских играх 1952 года в Осло, стал олимпийским чемпионом в эстафетной гонке, в которой он бежал последний этап, уйдя на свой этап уверенным лидером, он ещё более увеличил отрыв от занявшей второе место сборной Норвегии, выиграв у неё на финише почти 3 минуты. Кроме золота в эстафете завоевал серебро в гонке на 18 км, 35 секунд проиграв норвежцу Хальгейру Брендену и 11 секунд выиграв у своего партнёра по команде Пааво Лонкилы. В гонке на 50 км участия не принимал.
На чемпионате мира-1954 в Фалуне завоевал золото в эстафете. Лучшим достижением Мякеля в личных гонках на чемпионатах мира является 5-е место в гонке на 15 км на том же чемпионате 1954 года.
На чемпионатах Финляндии побеждал 2 раза, 1 раз в гонке на 18 км и 1 раз в эстафете.
После завершения спортивной карьеры был президентом спортивного клуба «Kaipolan Vire».